# Tlapanaloya
Tlapanaloya è un villaggio e delegazione del municipio di Tequixquiac ubicata al nord di Città del Messico e ad est di Santiago Tequixquiac.

Il suo nome antico in nahuatl è Tetlapanaloyan che significa Luogo dove si rovinano le pietre o cave che deriva da Tetl = Pietra, tlapana = romper; e - loyan = Luogo dove...
Il villaggio è diviso nei seguenti quartieri e colonie:
- Colonia La Rinconada
- Colonia Monte Alto
- Colonia Pajaritos
- Tlapanaloya Centro
- Colonia Francisco I. Madero
- Colonia El Romero

## Contesto geografico

Parroquia de la Asunción (Chiesa dell'Assunta) di Tlapanaloya

Il villaggio confina a nord con la ranchería La Heredad, a sud con Santa María Cuevas, ad est con Hueypoxtla e ad ovest con Santiago Tequixquiac.
Si trova ad un'altitudine di 2250 m s.l.m.; il suo clima è temperato sub-umido con abbondanti piogge in estate ed occasionali gelate in inverno.
È attraversato dal Fiume Salado che nasce nel municipio di Hueypoxtla e si unisce col Fiume Xothé.